# Reffannes
Reffannes é uma comuna francesa na região administrativa da Nova Aquitânia, no departamento de Deux-Sèvres. Estende-se por uma área de 8,58 km². Em 2010 a comuna tinha 381 habitantes (densidade: 44,4 hab./km²).